# Hyatt Regency San Francisco
Das Hyatt Regency San Francisco ist ein Hotel an der Market Street im Finanzdistrikt von San Francisco. Das Hotel ist Teil des Embarcadero Center-Komplexes der Projektentwickler Trammell Crow, David Rockefeller und John Portman.

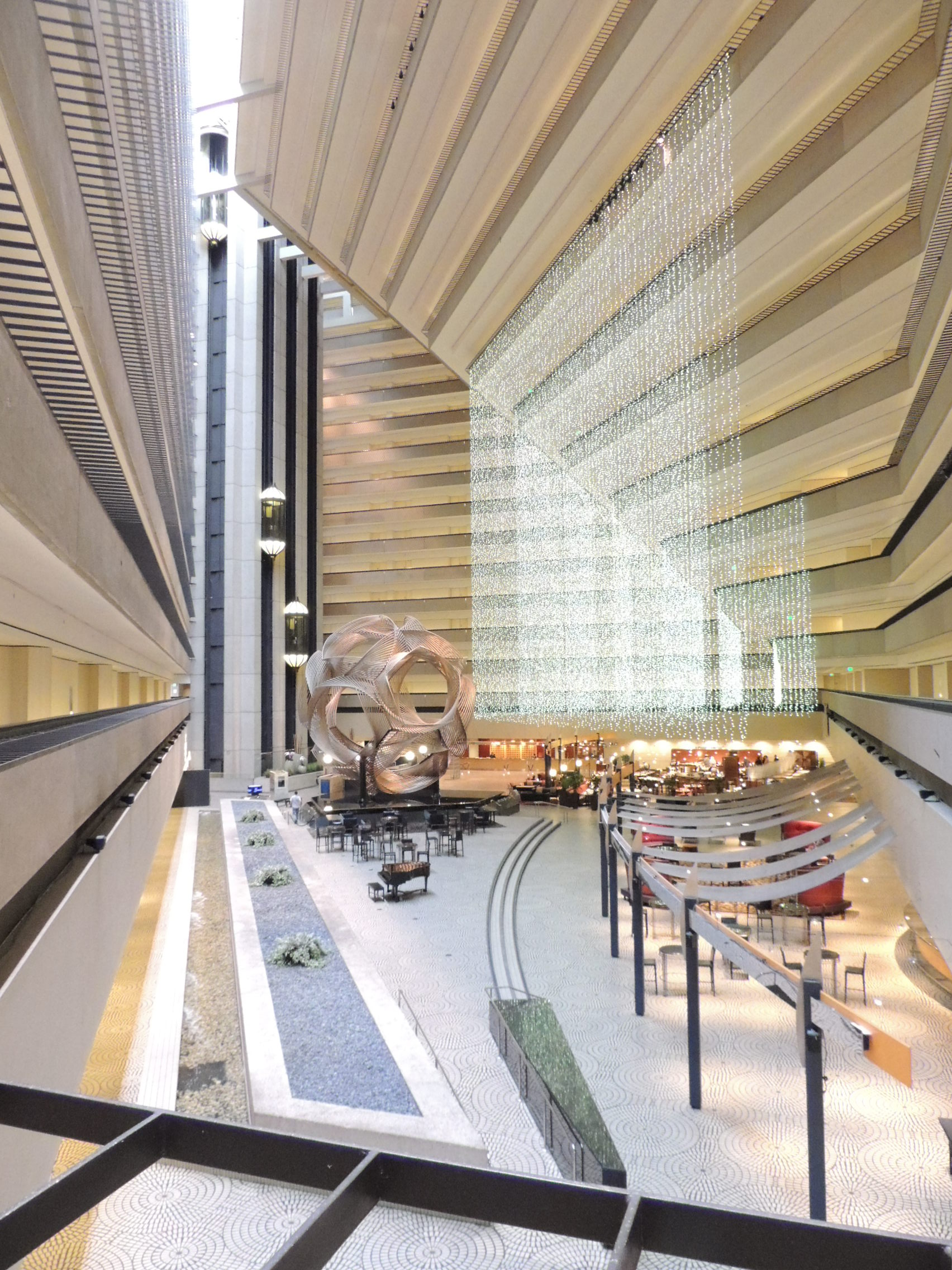
Das Atrium des Hyatt Regency SF

## Eigentümerwechsel
Im Januar 2007 verkaufte die Strategic Hotel Capital LLC das Gebäude für knapp 200 Millionen US$ an Dune Capital Management und DiNapoli Capital Partners – rund $250.000 pro Zimmer.  Im Dezember 2013 übernahm die in Aliso Viejo ansässige Sunstone Hotel Investors, Inc. die Immobilie für $262 Mio.

## Das Hotel als Filmkulisse
Die Lobby des Hyatt Regency ist zu sehen im 1974er Film Flammendes Inferno, in Mel Brooks’ Höhenkoller und im Film Telefon – beides von 1977 – sowie in Time After Time von 1979.